# Petroni (cognome)
Petroni è un cognome di lingua italiana.

## Varianti
Petrone, Petronio.

## Origine e diffusione
Cognome tipicamente toscano, laziale, marchigiano e umbro, è presente anche nel bolognese.
Potrebbe derivare dal prenome Pietro, risultando quindi variante del cognome Pietri, o dal nome della gens Petronia.
In Italia conta circa 1497 presenze.
La variante Petrone è laziale, campana, pugliese, lucana e calabrese; Petronio è triestino e ragusano.

## Persone
- Giulio Petroni (1917-2010) – regista, sceneggiatore e scrittore italiano
- Giuseppe Petroni (1812-1888) – patriota e politico italiano
- Guglielmo Petroni (1911-1993) – scrittore italiano